# 吉薩 (古巴)
吉薩是古巴的城鎮，位於該國東南部，距離首府巴亞莫19公里，属格拉瑪省，面積596平方公里，海拔高度190米，2004年人口50,923，人口密度為每平方公里85.4人。